# Sankt Annen (Dithmarschen)
Sankt Annen er en by og kommune i det nordlige Tyskland, beliggende i Amt Kirchspielslandgemeinden Eider i den nordlige del af Kreis Dithmarschen. Kreis Dithmarschen ligger i den sydvestlige del af delstaten Slesvig-Holsten.

## Geografi
Sankt Annen er beliggende mellem Frederiksstad og Lunden, og i kommunen ligger foruden selve Sankt Annen, bebyggelserne Neufeld, Damm og Österfeld. St. Annen grænser mod nord op til Ejderen. Byen har navn efter Sankt Anna, og byens kirke Kirche der heiligen Anna bærer ligeledes hendes navn.
Over Ejderen fører en jernbanebro fra 1916 samt en bilbro til Kreis Nordfriesland. Nabobyen Frederiksstad ligger på den modsatte nordlige side af Ejderen.